# Abdallah Elias Zaidan
Abdallah Elias Zaidan ML (arab. ‏الياس عبدالله زيدان‎, ur. 10 marca 1963 w Kusajba-Matn) – duchowny maronicki, od 2013 biskup Los Angeles.

## Życiorys
Święcenia kapłańskie przyjął 20 lipca 1986 w zakonie kremistów. Przez dwa lata pracował w niższym seminarium w rodzinnym kraju. Od 1988 przebywał w Stanach Zjednoczonych, pracując w zakonnych parafiach oraz w katedrze maronickiej w Los Angeles.
10 lipca 2013 papież Franciszek potwierdził jego wybór na eparchę Los Angeles. Sakry udzielił mu patriarcha Béchara Boutros Raï.